# Тодоров-Горуня, Иван
Иван Тодоров-Горуня (болг. Иван Тодоров-Горуня; 5 января 1916, Горна-Кремена — 8 апреля 1965, София), он же Иван Тодоров Иванов — болгарский коммунистический политик, политкомиссар партизанского движения в 1940-х, член ЦК БКП. Ортодоксальный сталинист, сторонник китайского маоизма. В 1965 руководитель заговора с целью отстранения от власти Тодора Живкова. Покончил с собой, дабы избежать ареста.

## Партизанский комиссар
Родился в крестьянской семье. Работал каменщиком. В 1932 присоединился к Рабочему молодёжному союзу. С 1939 член БКП. За подпольную деятельность был приговорён к 7,5 годам тюрьмы, в 1941 бежал.
Иван Тодоров был одним из руководителей партизанского движения во Врацкой области. Занимал пост политического комиссара крупного партизанского соединения «Гаврил Генов». В 1943 заочно приговорён к смертной казни. Принял псевдоним Горуня, означающий в просторечии «Стойкий».

## Чиновник-сталинист
После прихода БКП к власти Тодоров-Горуня возглавил парторганизацию компартии во Врачанской области. Был кооптирован в ЦК БКП. Занимал пост заместителя министра сельского хозяйства НРБ, курировал водную отрасль.
Иван Тодоров-Горуня придерживался ортодоксально-коммунистических, сталинистских взглядов. Он был противником даже ограниченной либерализации, наметившейся после отстранения Вылко Червенкова при Тодоре Живкове. Он даже считал, будто Живков подчиняется некому масонскому клубу и выполняет его указания по реставрации капитализма.
Негативно относился Тодоров-Горуня и к послесталинскому СССР, поскольку, по его мнению, КПСС отошла от принципов Ленина и Сталина. Свой идейно-политический ориентир Тодоров-Горуня усматривал в маоцзэдуновской компартии Китая.

## Заговор и суицид
Отстранение от власти Никиты Хрущёва в октябре 1964 вдохновило болгарских сталинистов. Вокруг Тодорова-Горуни сложилась группа единомышленников из партийно-государственного аппарата и армейского командования. Возник заговор с целью свержения Тодора Живкова. Одни из заговорщиков являлись убеждёнными сталинистами (маоистов было гораздо меньше, реальную ситуацию в КНР мало кто представлял), другие, по примеру титовской Югославии, стремились к независимости от СССР, но больше всего было противников персонально Живкова и его политического стиля.
Переворот намечалось совершить 14 апреля 1965, в день пленума ЦК БКП. Однако заговор был быстро раскрыт Комитетом госбезопасности. 28 марта 1965 оперативники Мирчо Спасова начали аресты. 8 апреля Иван Тодоров-Горуня покончил с собой выстрелом в висок, оставив предсмертную записку:

Живым в руки врагов партии я не привык сдаваться. Я окружён. Умру, но не сдамся.

Тодоров-Горуня оказался единственным, кому участие в заговоре стоило жизни. О его смерти было дано краткое сообщение, в котором самоубийство объяснялось «состоянием депрессии». (Некоторые участники заговора, например, лектор Военной академии Г. С. Раковски Илия Карагонов, утверждали, будто Горуня был убит агентами госбезопасности, однако доказательств этой версии никогда не было представлено.)
Около двухсот человек оказались арестованы, девять (в том числе дипломат Цоло Крыстев, командующий софийским гарнизоном Цвятко Анев, начальник канцелярии министра обороны Иван Велчев, заместитель начальника армейского политуправления Мичо Ерменов) предстали перед судом и получили различные сроки заключения.

## Парадоксальная реабилитация
В ноябре 1989, сразу после отставки Тодора Живкова, во Враце состоялся митинг, участники которого требовали реабилитации своего земляка Горуни.

Любопытно, что сторонники Горуни, дожившие до краха коммунизма, воспринимают его едва ли не как борца за демократию. Это не верно. Горуня был сталинистом, он стремился восстановить в Болгарии «правоверный» коммунизм и выступал против Живкова с крайне левых позиций.

15 июня 1990, после падения коммунистического режима в Болгарии, Военная коллегия Верховного суда реабилитировала всех осуждённых по делу об антиживковском заговоре 1965. Парадоксальным образом заговор с целью установления тоталитарного режима, более жёсткого, нежели живковский, были охарактеризован как «выступление против диктатуры».
Ивану Тодорову-Горуне установлен памятник в его родном селе.